# 58-й Берлинский международный кинофестиваль
58-й Берлинский международный кинофестиваль проходил с 7 по 17 февраля 2008 года в Берлине.

## Жюри

### Основной конкурс
- Коста-Гаврас (председатель жюри)
- Ули Ханиш
- Дайан Крюгер
- Уолтер Мёрч
- Шу Ци
- Александр Роднянский

### Конкурс дебютов
- Бен Баренхольц
- Доминик Кабрера
- Ясмила Жбанич

## Конкурсная программа
- Песня воробьёв (Маджид Маджиди)
- Балласт (Лэнс Хаммер)
- День и ночь (Хон Сансу)
- Тихий хаос (Антонио Луиджи Гримальди)
- Элегия (Изабель Койшет)
- Элитный отряд (Жозе Падилья)
- Огненное сердце (Луиджи Фалорни)
- Ночные сады (Дэмиан Хэррис)
- Беззаботная (Майк Ли)
- Я так давно тебя люблю (Филипп Клодель)
- Джулия (Эрик Зонка)
- Цвет сакуры (Дорис Дёрри)
- Кабеи (Ёдзи Ямада)
- Леди Джейн (Робер Гедигян)
- Озеро Тахо (Фернандо Эймбке)
- Воробей (Джонни То)
- Чёрный лёд (Петри Котвика)
- Беспокойство (Амос Коллек)
- Стандартная процедура (Эррол Моррис)
- Нефть (Пол Томас Андерсон)
- Вера в любовь (Ван Сяошуай)

## Награды
- Золотой медведь:
  - Элитный отряд, реж. Жозе Падилья
- Золотой Медведь за лучший короткометражный фильм:
  - Лучший день для купания
- Серебряный медведь:
- Серебряный медведь за лучшую мужскую роль:
  - Мухаммад Амир Наджи — Песня воробьёв
- Серебряный медведь за лучшую женскую роль:
  - Салли Хокинс — Беззаботная
- Серебряный медведь за лучшую режиссёрскую работу:
  - Пол Томас Андерсон — Нефть
- Серебряный медведь за лучший сценарий:
  - Вера в любовь
- Серебряный медведь за лучший короткометражный фильм:
  - Udedh Bun
- Серебряный медведь - Гран-при жюри:
  - Стандартная процедура
- Серебряный медведь за выдающийся художественный вклад в развитие кино:
  - Джонни Гринвуд — Нефть
- Особое упоминание:
- Особое упоминание - короткометражный фильм:
  - RGB XYZ
  - Поверхность
- Почётный приз Berlinale Camera Award:
  - Карлхайнц Бём
  - Отто Зандер
- Приз зрительских симпатий (программа «Панорама»):
  - Лимонное дерево
- Хрустальный медведь:
- Хрустальный медведь - лучший короткометражный фильм конкурса для юношества Поколение 14+:
  - Ты, я и он
- Хрустальный медведь - лучший короткометражный фильм конкурса для юношества:
  - Нана
- Хрустальный медведь - лучший художественный фильм конкурса для юношества:
  - Будда рухнул от стыда
- Хрустальный медведь - лучший художественный фильм конкурса для юношества Поколение 14+:
  - Чёрный шар
- Хрустальный медведь - особое упоминание:
- Хрустальный медведь - особое упоминание - лучший короткометражный фильм конкурса для юношества Поколение 14+:
  - Третья попытка
- Хрустальный медведь - особое упоминание - лучший короткометражный фильм конкурса для юношества:
  - Новенький
- Хрустальный медведь - особое упоминание - лучший художественный фильм конкурса для юношества:
  - Десять жизней кота Титаника
- Хрустальный медведь - особое упоминание - лучший художественный фильм конкурса для юношества Поколение 14+:
  - Сита поёт блюз
- Гран-при немецкого фонда помощи детям:
  - Путешествие на запад
- Приз немецкого фонда помощи детям - особое упоминание:
  - Дом молчания
- Приз Teddy (кино, посвящённое теме сексуальных меньшинств):
- Приз Teddy за лучший короткометражный фильм:
  - Ладно
- Приз Teddy за лучший документальный фильм:
  - Футбол в хиджабах
- Приз Teddy за лучший художественный фильм
  - Удивительная правда о королеве Ракеле:
- Приз Teddy - приз от жюри:
  - Будь как все
- Приз Teddy - приз зрительских симпатий:
  - Футбол в хиджабах
- Приз международной ассоциации кинокритиков (ФИПРЕССИ):
- Приз ФИПРЕССИ (конкурсная программа):
  - Озеро Тахо
- Приз ФИПРЕССИ (программа «Форум»):
  - Невесты Аллаха
- Приз ФИПРЕССИ (программа «Панорама»):
  - Русалка
- Приз экуменического (христианского) жюри:
- Приз экуменического (христианского) жюри (конкурсная программа):
  - Я так давно тебя люблю
- Приз экуменического (христианского) жюри (программа «Панорама»):
  - Мальчик А
- Приз экуменического (христианского) жюри - особое упоминание:
- Приз экуменического (христианского) жюри - особое упоминание (конкурсная программа):
  - Вера в любовь
- Приз Европейской конфедерации художественного кино:
- Приз Европейской конфедерации художественного кино (программа «Форум»):
  - Объединённая Красная армия
- Приз Европейской конфедерации художественного кино (программа «Панорама»):
  - Реванш
- Приз Сети продвижения азиатского кино (NETPAC):
  - Объединённая Красная армия
- Приз Сети продвижения азиатского кино - особое упоминание:
  - Парутхивиран
- Приз Prix UIP Berlin за лучший европейский короткометражный фильм:
  - Фрэнки
- Приз Альфреда Бауэра:
  - Озеро Тахо
- Приз ассоциации европейских кинотеатров:
  - Реванш
- Приз Caligari за инновации в Программе молодого кино:
  - Рогатка
- Приз DIALOGUE en Perspective - особое упоминание:
  - Lostage
- Приз за лучший короткометражный фильм о Берлине:
  - Match Factor
- Премия Манфреда Зальгебера:
  - Очки
- Премия Манфреда Зальгебера - специальное упоминание:
  - Внезапно прошлой зимой
- Приз программы по обмену деятелей искусства (DAAD) за лучший короткометражный фильм:
  - В теме
- Приз Peace Film Award:
  - Будда рухнул от стыда
- Приз международного комитета по амнистиям:
  - Торговец сном
- Приз международного комитета по амнистиям - специальное упоминание:
  - Будь как все
- Приз гильдии немецкого арт-хауса:
  - Беспокойство
- Приз Femina-Film Prize:
  - Реванш
- Приз Femina-Film Prize - особое упоминание:
  - Подростковый страх
- Приз газеты Berliner Morgenpost:
  - Я так давно тебя люблю
- Приз газеты Tagesspiegel:
  - Бог, человек, собака
- Приз газеты Siegessäule:
  - Будь как все